# Rugby sevens nos Jogos Pan-Americanos de 2019 - Feminino
O torneio feminino de rugby sevens nos Jogos Pan-Americanos de 2019 foi disputado entre 26 e 28 de julho, no Campo de Rugby do Complexo da Villa María del Triunfo, em Lima.

## Participantes
O Peru garantiu uma vaga por ser país anfitrião da competição, assim como Canadá e Estados Unidos que também se qualificaram automaticamente.
Em 2018, o Brasil venceu o torneio nos Jogos Sul-Americanos e conquistou a vaga. A vaga do Campeonato Sul-Americano, realizado no mesmo ano, ficou com a Argentina que foi vice-campeã. México e Trinidad e Tobago conquistaram a vaga Seven RAN, enquanto que a última vaga ficou com a Colômbia.
| Competição                 | Data                        | Sede        | Vagas | Equipes qualificadas       |
| -------------------------- | --------------------------- | ----------- | ----- | -------------------------- |
| País anfitrião             | —                           | —           | 1     | Peru                       |
| Jogos Sul-Americanos       | 27-29 de maio               | Cochabamba  | 1     | Brasil                     |
| Sul-Americano              | 9 e 10 de novembro de 2018  | Montevidéu  | 1     | Argentina                  |
| Classificação automática   | —                           | —           | 2     | Canadá · Estados Unidos    |
| Seven RAN                  | 22 e 23 de setembro de 2018 | Saint James | 2     | México · Trinidad e Tobago |
| Classificação Olímpica SAR | 1 e 2 de junho de 2019      | Lima        | 1     | Colômbia                   |
| Total                      |                             |             | 8     |                            |

## Medalhistas
|  | CAN Canadá |  | USA Estados Unidos |  | COL Colômbia |
|  | Delaney Aikens Kayla Moleschi Caroline Crossley Breanne Nicholas Tausani Levale Olivia De Couvreur Sara Kaljuvee Pam Buisa Asia Hogan-Rochester Kaili Lukan Emma Chown Temitope Ogunjimi |  | Cheta Emba Ilona Maher Abby Gustaitis Alena Olsen Stephanie Rovetti Lauren Thunen Naya Tapper Jordan Matyas Emily Henrich Kayla Canett Ariana Ramsey Kristi Kirshe |  | Nicole Acevedo Isabel Romero Carmen Ibarra Daniela Alzate Lina Pedroza Catalina Arango María Arzuaga Leidy Soto Camila Lopera Laura Mejía Sharon Acevado Valentina Tapias |

## Primeira fase
Grupo A
| Pos | Equipe            | Pts | J | V | E | D | PP  | PC  | SP   | Classificado           |
| --- | ----------------- | --- | - | - | - | - | --- | --- | ---- | ---------------------- |
| 1   | Estados Unidos    | 9   | 3 | 3 | 0 | 0 | 142 | 0   | +142 | Semifinais             |
| 2   | Colômbia          | 7   | 3 | 2 | 0 | 1 | 62  | 62  | 0    | Semifinais             |
| 3   | Argentina         | 5   | 3 | 1 | 0 | 2 | 55  | 73  | −18  | Disputa do 5º–8º lugar |
| 4   | Trinidad e Tobago | 3   | 3 | 0 | 0 | 3 | 10  | 134 | −124 | Disputa do 5º–8º lugar |

| 26 de julho de 2019 9:50                                                                 |        |                                                                          |                                                                          |
| Colômbia                                                                                 | 24–14  | Argentina                                                                | Centro de Esportes de Villa María del Triunfo Árbitro: Emily Hsieh (USA) |
| Tries: Romero 1'm Arzuaga 3'c Mejia (2) 6'c, 7'm Conv.: Lopera (2/3) 3', 7' Romero (0/1) | Report | Tries: Montero 0'c Mattus 9'c Conv.: Montero (1/1) 1' Padellaro (1/1) 9' | Centro de Esportes de Villa María del Triunfo Árbitro: Emily Hsieh (USA) |

| 26 de julho de 2019 10:15 |        |                   |                                                                           |
| Estados Unidos | 55–0   | Trinidad e Tobago | Centro de Esportes de Villa María del Triunfo Árbitro: Nerea Livoni (ARG) |
| Tries: Emba (2) 1'm, 6'c Canett 3'c Kirshe (2) 5'm, 7'm Rovetti 8'm Ramsey (2) 10'c, 12'c, 14'c Conv.: Olsen (3/5) 4', 13', 14' Canett (1/3) 7' Emba (1/1) 10' | Report |                   | Centro de Esportes de Villa María del Triunfo Árbitro: Nerea Livoni (ARG) |

| 27 de julho de 2019 10:10                                                                                |        |                                                             |                                                                            |
| Colômbia                                                                                                 | 38–10  | Trinidad e Tobago                                           | Centro de Esportes de Villa María del Triunfo Árbitro: Nayara Santos (BRA) |
| Tries: Soto 1'c Mejia 2'c Arzuaga (2) 5'c, 7'c Lopera 7'm Acevado 10' Conv.: Lopera (4/5) 1', 2', 5', 7' | Report | Tries: Glasgow 6'm John 14'm Conv.: Jack (0/1) Pantor (0/1) | Centro de Esportes de Villa María del Triunfo Árbitro: Nayara Santos (BRA) |

| 27 de julho de 2019 10:35 |        |           |                                                                                    |
| Estados Unidos | 49–0   | Argentina | Centro de Esportes de Villa María del Triunfo Árbitro: Shanda Mosher-Gallant (CAN) |
| Tries: Tapper (3) 1'm, 6'm, 8'm Henrich 2'm Emba (2) 7'c, 11'm Olsen (2) 9'm, 14'm Rovetti 12'm Conv.: Emba (1/3) 7' Olsen (1/6) 10' | Report |           | Centro de Esportes de Villa María del Triunfo Árbitro: Shanda Mosher-Gallant (CAN) |

| 27 de julho de 2019 14:00 |        |                   |                                                                            |
| Argentina | 41–0   | Trinidad e Tobago | Centro de Esportes de Villa María del Triunfo Árbitro: Nayara Santos (BRA) |
| Tries: Casas 1'm A. Moreno 3'c Trigo 4'm Montero 4'm Pedrozo 7'c Genghini 9'c Mattus 12'm Corzo 13'm Conv.: Padellaro (1/4) 3' Aguilar (2/4) 8', 9' | Report |                   | Centro de Esportes de Villa María del Triunfo Árbitro: Nayara Santos (BRA) |

| 27 de julho de 2019 14:25                                                                                         |        |          |                                                                           |
| Estados Unidos | 38–0   | Colômbia | Centro de Esportes de Villa María del Triunfo Árbitro: Nerea Livoni (ARG) |
| Tries: Maher 1'c Ramsey (3) 6'm, 9'm, 12'c Rovetti 8'c Henrich 14'c Conv.: Emba (2/3) 1', 14' Olsen (2/3) 8', 12' | Report |          | Centro de Esportes de Villa María del Triunfo Árbitro: Nerea Livoni (ARG) |

Grupo B
| Pos | Equipe | Pts | J | V | E | D | PP  | PC  | SP   | Classificado           |
| --- | ------ | --- | - | - | - | - | --- | --- | ---- | ---------------------- |
| 1   | Canadá | 9   | 3 | 3 | 0 | 0 | 134 | 0   | +134 | Semifinais             |
| 2   | Brasil | 7   | 3 | 2 | 0 | 1 | 78  | 31  | +47  | Semifinais             |
| 3   | Peru   | 5   | 3 | 1 | 0 | 2 | 48  | 94  | −46  | Disputa do 5º–8º lugar |
| 4   | México | 3   | 3 | 0 | 0 | 3 | 7   | 143 | −136 | Disputa do 5º–8º lugar |

| 26 de julho de 2019 10:40                                                                                              |        |                                        |                                                                                    |
| Brasil | 33–5   | Peru                                   | Centro de Esportes de Villa María del Triunfo Árbitro: Shanda Mosher-Gallant (CAN) |
| Tries: Zanellato (2) 5'c, 12'c Cerullo (2) 9'c, 12'c Kochhann 14'm Conv.: Kochhann (2/3) 6', 9', 13' Cerullo (1/1) 12' | Report | Tries: Flores 2'm Conv.: Quesada (0/1) | Centro de Esportes de Villa María del Triunfo Árbitro: Shanda Mosher-Gallant (CAN) |

| 26 de julho de 2019 11:05 |        |        |                                                                              |
| Canadá | 54–0   | México | Centro de Esportes de Villa María del Triunfo Árbitro: Natalie Barbier (PER) |
| Tries: Chown (2) 0'c, 4'c Crossley (2) 7'c, 7'c Levale (2) 9'c, 12'c de Couvreur 10'c Aikens 13'm Conv.: Nicholas (5/5) 1', 4', 7', 8', 11' Levale (2/3) 9', 12' | Report |        | Centro de Esportes de Villa María del Triunfo Árbitro: Natalie Barbier (PER) |

| 27 de julho de 2019 11:00 |        |        |                                                                          |
| Brasil | 45–0   | México | Centro de Esportes de Villa María del Triunfo Árbitro: Emily Hsieh (USA) |
| Tries: B. Silva (2) 0'm, 2'm Kochhann (2) 3'c, 4'c Costa 11'c M. Silva 13'c Cerullo 14'c Conv.: Kochhann (2/4) 4', 5' Cerullo (3/3) 11', 13', 14' | Report |        | Centro de Esportes de Villa María del Triunfo Árbitro: Emily Hsieh (USA) |

| 27 de julho de 2019 11:25 |        |      |                                                                           |
| Canadá | 54–0   | Peru | Centro de Esportes de Villa María del Triunfo Árbitro: Nerea Livoni (ARG) |
| Tries: Aikens (2) 0'c, 3'c Moleschi 5'c Chown 7'c Hogan-Rochester (3) 7'c, 11'c, 14'c Buisa 10'm Conv.: Levale (5/5) 0', 4', 5', 7', 8' Nicholas (2/3) 11', 14' | Report |      | Centro de Esportes de Villa María del Triunfo Árbitro: Nerea Livoni (ARG) |

| 27 de julho de 2019 14:50                                                                                               |        |                                                 |                                                                                    |
| Peru | 43–7   | México                                          | Centro de Esportes de Villa María del Triunfo Árbitro: Shanda Mosher-Gallant (CAN) |
| Tries: Flores (5) 0'm, 2'c, 3'c, 12'm, 14'm Quesada 7'c Pacheco 9'c Conv.: Quesada (3/6) 2', 4', 7' Chuquivala (1/1) 9' | Report | Tries: Elguezabal 11'c Conv.: Salomón (1/1) 11' | Centro de Esportes de Villa María del Triunfo Árbitro: Shanda Mosher-Gallant (CAN) |

| 27 de julho de 2019 15:15                                                                           |        |        |                                                                          |
| Canadá                                                                                              | 26–0   | Brasil | Centro de Esportes de Villa María del Triunfo Árbitro: Emily Hsieh (USA) |
| Tries: Levale 3'c Lukan 7'm Buisa 9'c Ogunjimi 12'c Conv.: Nicholas (3/3) 4', 10', 12' Levale (0/1) | Report |        | Centro de Esportes de Villa María del Triunfo Árbitro: Emily Hsieh (USA) |

## Fase final

### Classificatória 5.º-8.° lugar
| 28 de julho de 2019 9:10                                                                      |        |                                                |                                                                           |
| Peru                                                                                          | 31–10  | Trinidad e Tobago                              | Centro de Esportes de Villa María del Triunfo Árbitro: Nerea Livoni (ARG) |
| Tries: Ratto 1'c Flores (2) 4'm, 7'm Quesada 9'c Masias 12'c Conv.: Quesada (3/5) 1', 9', 12' | Report | Tries: Kintiba (2) 5'm, 10'm Conv.: Jack (0/2) | Centro de Esportes de Villa María del Triunfo Árbitro: Nerea Livoni (ARG) |

| 28 de julho de 2019 9:35                                                                                    |        |                        |                                                                            |
| Argentina                                                                                                   | 32–7   | México                 | Centro de Esportes de Villa María del Triunfo Árbitro: Nayara Santos (BRA) |
| Tries: Pedrozo (2) 0'm, 6'm Montero 3'c Aguilar (2) 4'm, 8'm Moreno 9'm Conv.: Otero (1/4) 4' Aguilar (0/2) | Report | Tries: Penalty try 12' | Centro de Esportes de Villa María del Triunfo Árbitro: Nayara Santos (BRA) |

### Semifinais
| 28 de julho de 2019 10:50 |        |          |                                                                          |
| Canadá | 41–0   | Colômbia | Centro de Esportes de Villa María del Triunfo Árbitro: Emily Hsieh (USA) |
| Tries: de Couvreur (3) 1'c, 2'm, 8'm Kaljuvee (3) 5'c, 6'c, 12'm Hogan-Rochester 11'm Conv.: Levale (3/5) 1', 6', 7' Nicholas (0/2) | Report |          | Centro de Esportes de Villa María del Triunfo Árbitro: Emily Hsieh (USA) |

| 28 de julho de 2019 11:15                                                                                       |        |                                                                                   |                                                                                    |
| Estados Unidos                                                                                                  | 33–19  | Brasil                                                                            | Centro de Esportes de Villa María del Triunfo Árbitro: Shanda Mosher-Gallant (CAN) |
| Tries: Ramsey (2) 0'c, 7'c Matyas 3'm Henrich 8'c Gustaitis 12'c Conv.: Olsen (3/4) 1', 8', 9' Canett (1/1) 13' | Report | Tries: Costa 7'c B. Silva (2) 11', 14' Conv.: Kochhann (1/2) 7' Cerullo (1/1) 14' | Centro de Esportes de Villa María del Triunfo Árbitro: Shanda Mosher-Gallant (CAN) |

### Disputa pelo sétimo lugar
| 28 de julho de 2019 13:00 |        | |                                                                           |
| Trinidad e Tobago         | 0–22   | México                                                                                              | Centro de Esportes de Villa María del Triunfo Árbitro: Nerea Livoni (ARG) |
|                           | Report | Tries: Tovar 1'c Cabrera 4'm Salomón 8'm Gonzalez-Berazueta 13'm Conv.: Gonzalez-Berazueta (1/4) 2' | Centro de Esportes de Villa María del Triunfo Árbitro: Nerea Livoni (ARG) |

### Disputa pelo quinto lugar
| 28 de julho de 2019 13:25                              |        | |                                                                                    |
| Peru                                                   | 12–34  | Argentina | Centro de Esportes de Villa María del Triunfo Árbitro: Shanda Mosher-Gallant (CAN) |
| Tries: Flores 3'c Quesada 11'm Conv.: Quesada (1/2) 4' | Report | Tries: Montero (3) 2'c, 5'c, 14'm Aguilar 8'm Pedrozo 10'm Mattus 12'm Conv.: Padellaro (2/4) 2', 5' Aguilar (0/2) | Centro de Esportes de Villa María del Triunfo Árbitro: Shanda Mosher-Gallant (CAN) |

### Disputa pela medalha de bronze
| 28 de julho de 2019 14:40                                                                         |                |                                                                                        |                                                                          |
| Colômbia                                                                                          | 29–24 (a.t.e.) | Brasil                                                                                 | Centro de Esportes de Villa María del Triunfo Árbitro: Emily Hsieh (USA) |
| Tries: Ibarra 3'c S. Acevado 5'm Lopera (2) 11'm, 16' N. Acevado 14'c Conv.: Lopera (2/4) 4', 14' | Report         | Tries: Cerullo 0'c da Silva 2'm B. Silva 7'c de Souza 8'm Conv.: Kochhann (2/4) 1', 7' | Centro de Esportes de Villa María del Triunfo Árbitro: Emily Hsieh (USA) |

### Disputa pela medalha de ouro
| 28 de julho de 2019 15:30                                                                        |        |                                                 |                                                                                  |
| Canadá                                                                                           | 24–10  | Estados Unidos                                  | Centro de Esportes de Villa María del Triunfo Árbitro: Nehuen Jauri Rivero (ARG) |
| Tries: Hogan-Rochester (3) 1'c, 6'm, 8'c Nicholas 11'm Conv.: Nicholas (2/3) 1', 9' Levale (0/1) | Report | Tries: Canett 2'm Maher 12'm Conv.: Olsen (0/2) | Centro de Esportes de Villa María del Triunfo Árbitro: Nehuen Jauri Rivero (ARG) |

## Classificação geral
| Pos               | Equipes           | Pts | J | V | E | D | PF  | PC  | SG   |
| ----------------- | ----------------- | --- | - | - | - | - | --- | --- | ---- |
| Medalha de ouro   | Canadá            | 15  | 5 | 5 | 0 | 0 | 199 | 10  | +189 |
| Medalha de prata  | Estados Unidos    | 13  | 5 | 4 | 0 | 1 | 185 | 43  | +142 |
| Medalha de bronze | Colômbia          | 11  | 5 | 3 | 0 | 2 | 91  | 127 | -36  |
| 4                 | Brasil            | 9   | 5 | 2 | 0 | 3 | 121 | 93  | +28  |
| 5                 | Argentina         | 11  | 5 | 3 | 0 | 2 | 126 | 92  | +34  |
| 6                 | Peru              | 9   | 5 | 2 | 0 | 3 | 91  | 138 | -47  |
| 7                 | México            | 7   | 5 | 1 | 0 | 4 | 36  | 174 | -138 |
| 8                 | Trinidad e Tobago | 5   | 5 | 0 | 0 | 5 | 20  | 192 | -172 |